# SATZ
| スタブアイコン | サブスタブ | この項目は、まだ閲覧者の調べものの参照としては役立たない、企業に関連した書きかけの項目です。この項目を加筆・訂正などしてくださる協力者を求めています（PJ:経済）。 |

SATZ（エスエーティゼット）は、アニメーション、書籍、ゲームソフト等の企画を主な事業内容とする日本の株式会社であり、マルチコンテンツ創作集団。社名としてはエスエーティゼットだが、ザッツの読みもある。

## 会社概要
マルチメディアクリエーターのあかほりさとるが2000年（平成12年）7月25日に設立した。複数の作家・ライターが所属。アニメーションやゲーム、読者参加企画などのキャラクター・コンテンツの企画制作を請け負っている。

## クリエーター一覧
- あかほりさとる
- 花田十輝
- あおしまたかし
- 子安秀明

## SATZ名義の作品
クリエーターの個人名義の作品は、前述のリンク先を参照。
- おひめさまナビゲーション（電撃G's magazine連載/読者参加企画）
- アクエリアンエイジ 悠久の処女宮（角川スニーカー文庫/小説）